# 柯玲玲
柯玲玲（1951年— ），女，广东揭陽市普宁人，中国前驻英国大使柯华之女，中共中央总书记习近平第1任妻子。

## 与习近平的婚姻
柯玲玲在1979年同习近平结婚，但二人观念不合，又因柯玲玲想移居英国而习近平拒绝随同。1982年两人离婚，结束3年的婚姻关系，两人无子女。柯玲玲同习近平离婚之后移民英国，而习近平在1987年同歌唱家彭丽媛在厦门结婚。根据2010年德国《明镜》周刊引述「维基解密」陆续公开的美国外交密电披露：习近平首段婚姻并不愉快。他早年娶原驻英大使柯华的女儿柯玲玲，但他们在北京夫家「几乎日夜吵架」，终于离婚收场，柯玲玲返英。

## 柯华葬礼
2019年1月初，父亲柯华在北京逝世，习近平母齐心、弟习远平送花圈致哀。1月8日，在八宝山殡仪馆举办的遗体送别仪式上，习近平、李克强、汪洋等党和国家领导人赠送花圈。5月17日上午，中共普宁市委书记张时义“会见回乡探亲的原国务院港澳办公室党组成员、顾问柯华的女儿柯玲玲一行”。当地干部参加此次见面座谈会。